# Pyramide von Gympie
Die Pyramide von Gympie ist ein flacher, terrassierter Hügel, der sich am nordöstlichen Stadtrand von Gympie im australischen Bundesstaat Queensland befindet.
Das pyramidenartige Gebilde ist vermutlich neuzeitlich: Morwood stellte 1976 fest, bei der Landschaftsform handele es sich um eine Terrassierung aus den 1950er Jahren, die Weinbauer anlegten. Es gibt jedoch auch Spekulationen, die Pyramide sei vor langer Zeit von fremden Kulturen errichtet worden; so behauptete beispielsweise Rex Gilroy 1975, die Phönizier hätten sie errichtet.